# Parangal
Parangal je ribiška priprava, sestavljena iz osnovne debelejše vrvice in tanjših vrvic s trnki, ki so na glavno vrvico nameščeni v različnih razmakih. Pri nekaterih vrstah parangalov so sestavni deli še uteži in plovci. Število trnkov v parangalu se giblje med 50 do 200, tanjše vrvice pa so na glavno navezane v razmaku od 1 do 8 metrov, odvisno od vrste rib, ki jih na parangal lovimo. Posamezne parangale se shranjuje v posebej prirejena vedra ali kasete, da se v njih vrvice in trnki ne zapletajo. 

## Delitev
Parangale v osnovi delimo na 4 skupine: 
- površinski parangali
- lebdeči parangali
- vertikalni parangali
- talni parangali

### Površinski parangal
Površinski parangali se uporabljajo za lov na iglice in druge pelaške ribe roparice. Osnova za izdelavo teh parangalov je tanka najlonska vrvica ob kateri so na krajše vrvice navezani manjši trnki, ob njih pa manjši koščki plute, ki držijo trnke z vabo na morski gladini. Kot vaba pri lovu na pelaške ribe se uporablja ribje meso ali koža. Najboljši čas za postavljanje teh parangalov je večerni mrak, take parangale pa se navadno polaga v mirnem vremenu v zalivih, odprtih proti odprtem morju. 

### Lebdeči parangal
Lebdeči parangali so redkeje uporabljena vrsta parangalov. Uporabljajo se predvsem pri lovu na osliče. Lebdenje se doseže tako, da plovce in uteži nanizamo izmenično na glavno vrvico, med njimi pa na krajše vrvice nanizamo tnajše vrvice s trnki. Tako dobi parangal vijugasto obliko, ribič pa pokrije več vodnih plasti naenkrat. Lebdeče parangale se praviloma polaga v nočeh brez mesečine. 

### Vertikalni parangali
Vertikalni parangal je na osnovno vrvico navezan niz na tanjšo vrvico navezanih trnkov, glavna vrvica pa je na koncu obtežena. Tak parangal se lahko uporablja tudi na ribiški palici, večkrat pa se ga uporablja pri lovu s čolna »iz roke« ali z mosta. Po navadi pri takem ribolovu ribič izmenično dviga in spušča parangal, da bi s tem privabil ribe in jih ujel s potegom.

### Talni parangal
Talni parangal je na Jadranu najpogosteje uporabljena oblika ribolova s parangali. Polagajo se na peščeno ali muljnato dno, sestavljeni pa so iz osnovne vrvice, ki je obtežena po celi dolžini, na njo pa so navezani trnki različnih velikosti in oblik. V manjše globine se tovrstni parangali polagajo podnevi, v večje globine pa ponoči. Na te parangale se lovijo skoraj vse talne ribe, v vodi pa jih ribiči pustijo od dve do štiri ure, odvisno od pričakovanega ulova in vremenskih razmer.

## Zakonodaja
Po hrvaški zakonodaji je športnim ribičem dovoljena uporaba enega parangala ali več, s tem da vsota trnkov ne sme biti preko sto. Na plovcih, ki plavajo na gladini, pa mora biti obvezno napisana registrska številka plovila, s katerega je bil parangal nastavljen in s katerega se bo pobiral.
V nekaterih državah je gospodarski ribolov s parangali prepovedan, da bi se s tem zaščitilo nekatere ribje vrste. Tako je na Bahamih prepovedan gospodarski lov s parangali, da bi se zaščitilo nekatere vrste morskih psov.
V uredbi Evropske skupnosti št. 973/2001 v členu 4 a piše: 
»
2. V Sredozemskem morju je prepovedana uporaba parangalov s trnki skupne dolžine manj kot 10 cm in širine manj kot 4,5 cm ter njihovo hranjenje na krovu za vsa ribiška plovila, ki uporabljajo parangale in izvlečejo ribe ali imajo na krovu količino mečaric (Xiphias gladius), pri kateri gre za več kot 20 % žive teže ulova po sortiranju.
3. Ribolov s pelagičnimi parangali katere od naslednjih vrst: belega tuna (Thunnus alalunga), modroplavutega tuna (Thunnus thynnus), mečarice (Xiphias gladius) in morskega psa (Hexanchus griseus; Cetorhinus maximus; Alopiidae; Carcharhinidae; Sphyrnidae; Isuridae; Lamnidae), je v Sredozemskem morju prepovedan od 1. oktobra do 31 januarja vsako leto.
«